# إف تي بي إس
إن بروتوكول نقل الملفات غير آمن فالمعلوات المنقولة عبر الشبكة أثناء الإتصال بين الزبون والخادم منقولة بوضوح تام ما يمكن أي مستخدم لأبسط أدوات تتبع الشبكات من الحصول على معلومات مثل اسم المستخدم وكلمة المرور والملفات المنقولة لذا يمكن استعمال وسائل أخرى مثل إف تي بي إس.
إف تي بي إس هو بروتوكول نقل الملفات الآمن ("FTPs" أو "FTP/SSL") (من الإنجليزية File Transfer Protocol Secure) هو الاسم المستخدم للتعبير عن ميثاق ااتصال بـبروتوكول نقل الملفات عن طريق الـ SSL أو TLS أي عن طريق اتصال مشفر بالإف.تي.بي.
يسمح لمن اتصل بخادم من التحقق من هوية الخادم الذي اتصل به باستخدام شهادة مصادقة كما يسمح بتشفيرالاتصالات كما سبق. فهو يسمح باستخدام أنواع مختلفة منمستويات الأمان:
(SSL v2 ، SSL v3 ، TLS v1 ، TLS v1.1)؛ هناك إمكانية للمصادقة باستخدام شهادات ومفاتيح PEM / ASN1 أو PKCS12 عند العمل مع خوادم بروتوكول نقل الملفات الآمن؛ كما يدعم البرنامج عمليات نقل البيانات الآمنة.

## كيفية الإشتغال
هناك طريقتان لاستدعاء تشفير SSL / TLS مع بروتوكول نقل الملفات، سواء بشكل صريح أو ضمني.

### بروتوكول نقل الملفاتمعتشفيرصريح
يتم الاتصال عبرالمنفذ 21 منفذ أوامر بروتوكول نقل الملفات القياسي بالإضافة إلى:
- أما أمر "AUTH TLS" (المعروف سابقًا باسم "AUTH TLS-C") يطلب من الخادم تشفير نقل الأمر عبر TLS ، ويتم تشفير نقل البيانات بواسطة الأمر "PROT P"
- (غير قياسي) يطلب الأمر «AUTH SSL» (المعروف سابقًا باسم "AUTH TLS-P") من الخادم تشفير نقل الأوامر والبيانات في SSL ويبقى هذا الأسلوب متوافق مع خوادم بروتوكول نقل الملفات أو العملاء الذين لا يدعمون تشفير SSL / TLS ، وفي هذه الحالة يمكن استخدام اتصال غير مشفر أو رفضه.

يصف RFC 42171 و RFC 22282 هذه الآلية الصريحة بتشفير TLS.

### بروتوكول نقل الملفاتمعتشفيرضمني
يتم في هذه الحالة الاتصال بالخادم عبرالمنفذ 990، وهو منفذ الأوامر الذي يتم إجراء تفاوض لاختيار SSL / TLS ويستعمل منفذ 989 كمنفذ مشفر أيضًا للبيانات.
هذا الأسلوب الأقدم من الطريقة الصريحة غير معتمد من قبل مجموعة مهندسي الإنترنت.
يشبه هذا النهج طريقة عمل HTTPS كما هو موضح في RFC 28183 لأنه يتم التفاوض على SSL / TLS عند الاتصال.